# کیچنر
کیچنر شهری در جنوب غربی استان انتاریو کشور کانادا و در یکصد کیلومتری غرب تورنتو واقع شده‌است. نام این شهر بین سال‌های ۱۸۵۴ تا ۱۹۱۶ «شهر برلین» بود.
بر اساس سرشماری سال ۲۰۱۱ جمعیت کیچنر ۲۱۹ هزار نفر است و از این لحاظ بیست‌ودومین شهر پرجمعیت کانادا محسوب می‌شود. و جمعیت ناحیه کلاًن‌شهری آن که شامل شهرهای واترلو و کمبریج هم می‌شود ۵۰۷۰۹۶ هزار نفر است. کیچنر از جنوب به کمبریج و از شمال با واترلو مجاور است. این سه شهر را با هم «شهرهای ثلاثه» (the tri-cities) می‌نامند.

## تاریخچه
تاریخ کیچنر به سال ۱۷۴۸ میلادی بازمی‌گردد، زمانی‌که انگلیسی‌ها این منطقه را به منظور سپاس از وفاداری شش‌تیره سرخپوست در جریان انقلاب آمریکا به عنوان هدیه به آنها دادند. چند سال بعدایروکواها (شش‌تیره سرخپوست) بخشی از این زمین را به کلنل ریچارد بیسلی فروختند. اگر چه بخش فروخته شده به کلنل بیسلی دوردست بود اما یک خانواده کشاورز آلمانی ساکن پنسیلوانیا برای خرید آن اظهار علاقه کردند و در نهایت تمام زمین‌های فرونرفته را به منظور استفاده کشاورزی خریداری کردند. در سال ۱۸۰۰ میلادی اولین ساختمان‌ها ساخته شد و طی چند سال بعد خانواده‌های بیشتری به این منطقه کوچ کردند.

## دولت

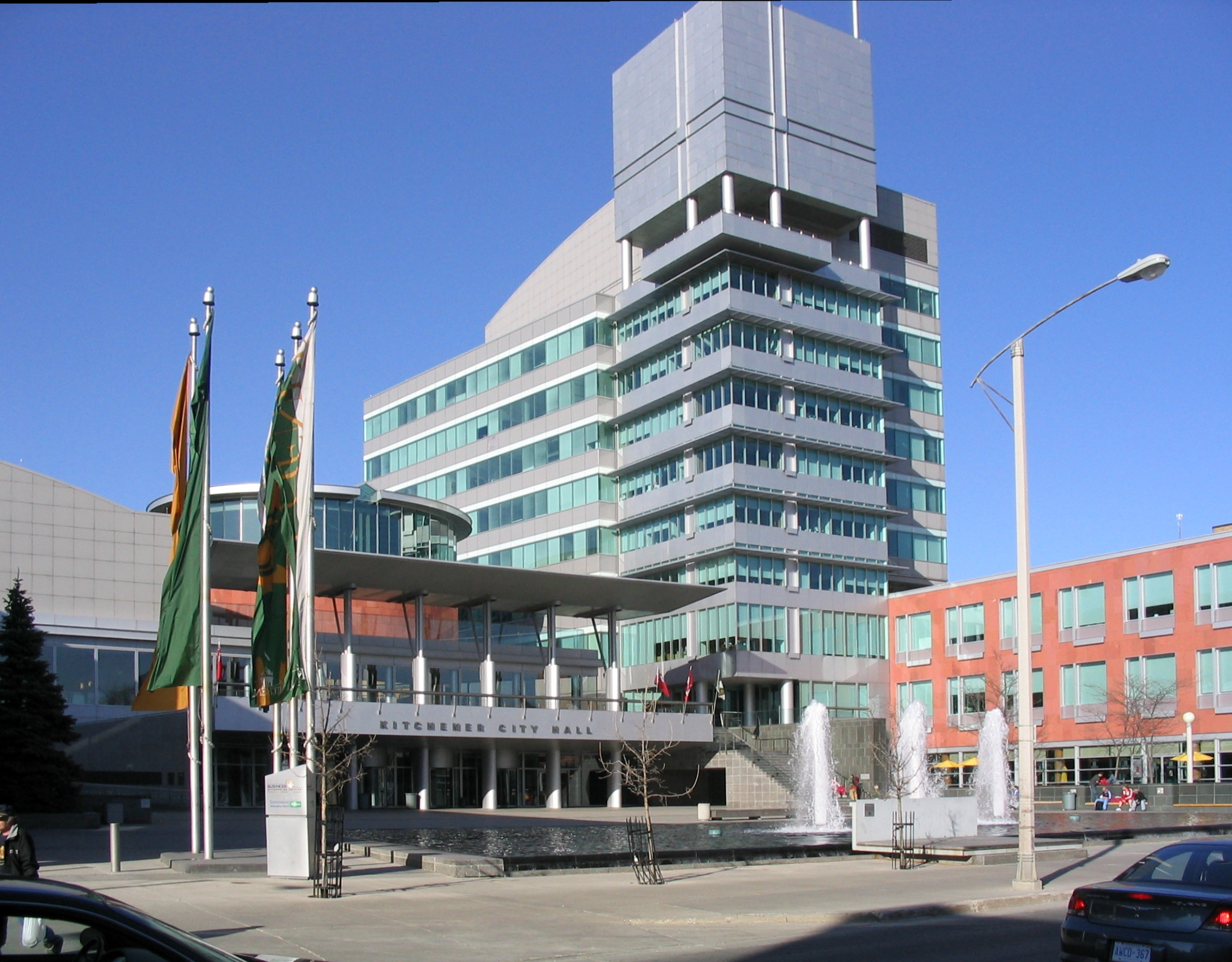
ساختمان شهرداری کیچنر.

کیچنر توسط شورای شهر که ۱۰ نفر عضو به عنوان نماینده هر بخش دارد و یک شهردار اداره می‌شود شورا مسئولیت سیاست‌گذاری و تصمیم‌سازی‌ها را بر عهده دارد. نظارت بر عملکرد، تجزیه و تحلیل بودجه و تصویب آن و هم‌چنین اولویت‌بندی هزینه‌ها از وظایف دیگر شورا است.

## فارسی‌زبانان
بر اساس سرشماری سال ۲۰۱۱ میلادی ساکنان فارسی‌زبان شهر کیچنر ۲۸۷۵ نفر بوده که از این تعداد ۱۵۰۰ نفر مرد و ۱۳۷۵ نفر زن هستند.

## جغرافیا
کیچنر در جنوب‌غربی استان انتاریو و در زمین‌های سنت‌لارنس واقع شده‌است، خاکش مرطوب و دارای جنگل‌های برگ‌ریز است.

## آب‌وهوا
اقلیم کیچنر اقلیم قاره‌ای مرطوب است. تابستان‌های عموماً گرم و مرطوب دارد و زمستان‌ها در این شهر سرد و بعضی از سال‌های بسیار سرد است. به‌طور کلی شرایط زمستانی از اواسط دسامبر شروع و تا اواسط ماه مارس ادامه دارد درحالی‌که تابستان از اواسط ماه مه تا اواخر سپتامبر است.
| آب و هوای کیچنر          | آب و هوای کیچنر | آب و هوای کیچنر | آب و هوای کیچنر | آب و هوای کیچنر | آب و هوای کیچنر | آب و هوای کیچنر | آب و هوای کیچنر | آب و هوای کیچنر | آب و هوای کیچنر | آب و هوای کیچنر | آب و هوای کیچنر | آب و هوای کیچنر | آب و هوای کیچنر |
|                          | ژانویه          | فوریه           | مارس            | آوریل           | مـــــه         | ژوئـن           | ژوئیـه          | اوت             | سپتامبر         | اکتبـر          | نوامبر          | دسامبر          | سـال            |
| ------------------------ | --------------- | --------------- | --------------- | --------------- | --------------- | --------------- | --------------- | --------------- | --------------- | --------------- | --------------- | --------------- | --------------- |
| گرم‌ترین C°               | ۱۴٫۲            | ۱۳٫۰            | ۲۸              | ۳۳٫۷            | ۳۲              | ۳۶٫۱            | ۳۶              | ۳۶٫۵            | ۳۴٫۵            | ۲۹٫۴            | ۲۱٫۷            | ۱۸٫۷            | ۳۶٫۵            |
| میانگین گرم‌ترین‌ها C°     | −۲٫۶            | −۱٫۲            | ۳٫۶             | ۱۱٫۵            | ۱۸٫۵            | ۲۳٫۶            | ۲۶٫۰            | ۲۴٫۸            | ۲۰٫۴            | ۱۳٫۵            | ۶٫۳             | ۰٫۲             | ۱۲٫۰            |
| میانگین سردترین‌ها C°     | −۱۰٫۳           | −۹٫۷            | −۵٫۶            | ۰٫۸             | ۶٫۴             | ۱۱٫۵            | ۱۴٫۰            | ۱۲٫۹            | ۸٫۶             | ۲٫۹             | −۱٫۴            | −۶٫۸            | ۲٫۰             |
| سردترین C°               | −۳۱٫۹           | −۲۹٫۲           | −۲۵٫۴           | −۱۶٫۱           | −۳٫۹            | −۰٫۶            | ۵               | ۱٫۱             | −۳٫۷            | −۸٫۳            | −۱۵٫۴           | −۲۷٫۲           | −۳۱٫۹           |
| بارش mm                  | ۶۵٫۲            | ۵۴٫۹            | ۶۱              | ۷۴٫۵            | ۸۲٫۳            | ۸۲٫۴            | ۹۸٫۶            | ۸۳٫۹            | ۸۷٫۸            | ۶۷٫۴            | ۸۷٫۱            | ۷۱٫۲            | ۹۱۶٫۵           |
| منبع: Environment Canada |                 |                 |                 |                 |                 |                 |                 |                 |                 |                 |                 |                 |                 |